# Fantasmi a Roma
Fantasmi a Roma è un film del 1961 diretto da Antonio Pietrangeli.

## Trama
L'anziano Principe Annibale di Roviano vive solitario nell'antico palazzo di famiglia sito nel centro storico di Roma, in placida coabitazione con un gruppo di fantasmi. Questi sono tutti membri della sua famiglia e, come precisato dallo stesso principe, sono tutti morti di morte violenta. Nessuno può vederli, se non in pericolo di vita o in punto di morte, e pur non avendoli mai visti il principe è l'unico a dirsi sicuro della loro presenza. I fantasmi sono:
- Poldino: fratello maggiore di Annibale, morto bambino ad inizio '900 a causa dell'esplosione di un fuoco d'artificio.
- Fra Bartolomeo: un frate vissuto nel Seicento, morto nel 1653 per aver mangiato polpette avvelenate lasciate in refettorio come esca per i topi.
- Donna Flora, vissuta nell'Ottocento e morta suicida nel Tevere per una delusione amorosa.
- Reginaldo: bisnonno di Annibale, libertino vissuto alla fine del Settecento, morto precipitando da un balcone per sfuggire a un marito geloso.

Senza mai una compagnia, l'anziano principe ha preso l'abitudine di parlare coi fantasmi, e per questo viene creduto "matto" da chi pensa stia parlando da solo. Di tanto in tanto la sua piacevole monotonia è rotta da un ingegnere, rappresentante di una grande società che vuole acquistare il palazzo per demolirlo, e costruire al suo posto un moderno supermercato.
La vita quotidiana scorre tranquilla fino al giorno in cui, tentando di riparare lo scaldabagno di casa, anche il principe muore, come il fratello, a causa di un'esplosione. Suo unico erede è un nipote, Federico di Roviano, che si ricorda di avere una casa e una famiglia solo dopo aver ereditato. Federico è fidanzato con Eileen, attricetta da quattro soldi dalle abitudini alquanto materialiste, dalla quale si fa praticamente mantenere, ed è intenzionato a cedere il palazzo agli speculatori.
Per impedire che l'antica residenza patrizia venga demolita i fantasmi decidono di trasformarla in un bene architettonico, ricorrendo all'aiuto di un volubile ed eccentrico fantasma-pittore del Seicento morto in un incendio, Giovan Battista Villari detto "il Caparra", che, sul soffitto della enorme camera da letto dell'antica dimora, celato alla vista da una controsoffittatura in legno e tela dipinta, dipinge il grandioso affresco Giove che seduce Venere travestito da lavandaia nel giro di una notte, usando per modelli donna Flora e fra Bartolomeo.
Un critico d'arte, contattato per periziare l'affresco (fatto rinvenire dai fantasmi stessi), inizialmente scettico, grazie ad un "trucco" architettato dai fantasmi dichiara non potersi trattare di un'opera del Caparra, bensì di Michelangelo Merisi, il Caravaggio. Il Caparra, furioso, lo fa cadere dalle scale, provocandogli la frattura di una gamba, ma i fantasmi hanno comunque raggiunto il loro scopo. L'edificio non può essere abbattuto, e la vita potrà procedere tranquilla come prima, con una differenza però: alla compagnia si è aggiunto Annibale di Roviano, nel frattempo divenuto fantasma.
Il principe Federico, liberatosi di Eileen (che mirava unicamente ai suoi soldi), e degli stessi speculatori, si trasferisce nella fastosa residenza patrizia della sua famiglia, e circondato dalle invisibili e premurose presenze si concede finalmente a quella aristocratica vaghezza che la nobile condizione gli impone, proprio come aveva fatto prima di lui lo zio Annibale.

## Genesi e accoglienza
La sceneggiatura di Fantasmi a Roma (scritta da Ennio Flaiano, Ruggero Maccari ed Ettore Scola a partire da un'idea di Sergio Amidei) era pronta dal 1959, ma Pietrangeli riuscì a girare il film soltanto nella seconda metà del 1960. Anche se era molto diverso dai film che aveva diretto e che dirigerà, lo realizzò – come sua abitudine – con grande cura, addirittura troppa secondo Vittorio Gassman, che ricordava come «non abbiamo mai fatto meno di trenta ciak senza sapere perché dovevamo rifarli: quindi una cosa estenuante, anche se un grande affare economico, perché io dovevo fare 10 sedute e ne feci 99 guadagnando proporzionalmente la più grossa somma della mia vita cinematografica».
Così spiegherà il regista questa commedia fantastica anomala nella sua filmografia e per molti versi anche nel cinema italiano: «Era mia intenzione raccontare il più elegantemente possibile, con continui ammiccamenti ad un certo mondo culturale e a certi dati della storia italiana, una specie di favola da cui venisse fuori la singolare e tanto romanesca (ho detto "romanesca" e non "romanzesca") idea dei fantasmi che danno i numeri al lotto ed entrano nelle case per respirare il profumo della pasta e fagioli».
Il tema centrale del film, molto più vicino alla realtà italiana degli anni Sessanta che alle classiche vicende di fantasmi, è la speculazione edilizia. Per questo Enrico Giacovelli definisce il film «una “commedia fantastica all'italiana”, che fonde perfettamente lo stile brillante-raffinato di un René Clair con quello fulminante-aggressivo di un Dino Risi». Anche secondo il Dizionario Morandini, sono il distacco e l'eleganza le caratteristiche essenziali di questa preziosa opera cinematografica, una favola surrealistica costruita su una sceneggiatura brillante e e spiritosa co-firmata da uno dei più grandi autori satirici del teatro e della letteratura italiana: Ennio Flaiano.
Insolito per il cinema italiano, impreziosito dalla fotografia a colori di Giuseppe Rotunno («calda e fortemente chiaroscurale, che costruisce, con i contrasti tra il buio e le zone illuminate, i contorni della scena»), e dagli ambienti aristocratico-decadenti ricostruiti da Mario Chiari e Vincenzo Del Prato, questo film «lieve ed elegante, di forte fascino figurativo, ricco di giochi visivi e di dolci piani-sequenza», non ebbe un grande successo di pubblico e sfuggì anche all'attenzione della critica dell'epoca. Leo Pestelli, pur definendolo «garbato», scriveva che «dopo Spirito allegro e tanti derivati non si può parlare di originalità neppure nell'uso dei trucchi»; Ettore Zocaro si dispiaceva che «il film resti a fior di pelle e che Pietrangeli non sia andato oltre un divertimento gracile che sa di raffinatezza un po' a vuoto». Ma con gli anni Fantasmi a Roma è stato rivalutato e accanto ai toni di commedia fantastica e satirica ne sono stati evidenziati la «mestizia un po' crepuscolare», il «retrosapore di rimpianto e di rassegnazione esistenziale e decadente – come se tutti i personaggi, sia i viventi sia i fantasmi, fossero prigionieri per sempre di una vita minore, senza exploit, avventure, affetti – che contrasta con la seduzione visiva del Technicolor fatta di paste e patine cromatiche da ritratto a olio».
Importante il contributo della colonna sonora di Nino Rota, un «esito sonoro non solo superbo ma prima ancora essenziale», con «un clavicembalo dell'antico palazzo gentilizio frequentato dai fantasmi che si alterna a motivi jazz e rock», dopodiché «il jazz viene eseguito sullo strumento barocco».
Tra le scene più suggestive: il monologo iniziale di Eduardo De Filippo e la presentazione dei fantasmi («tra le pagine più eteree del cinema italiano, di una gentilezza cavalleresca»; i fantasmi che «ascoltano perplessi la perizia di un esperto d'arte su un vecchio quadro di presunto autore»; il frate fantasma  interpretato da Tino Buazzelli che, ossessionato dal cibo, «accompagna il principe in trattoria e controlla di persona tutte le pietanze, correggendole con un po' di sale»; il fantasma libertino Marcello Mastroianni che, «vista dai tetti una donna che si sta spogliando, subito si precipita ad aiutarla mentre il marito è tutto preso dalla televisione»; la fantasmessa Sandra Milo che « va a spiare le coppie di innamorati e si dondola dolcemente sulle acque del Tevere come i valentini sulle lune di Peynet». L'amara morale finale è affidata alla vecchia prostituta Regina (ispirata a un personaggio realmente esistito) che va per osterie a chiedere l'elemosina e «copre di insulti il Paese del boom e del presunto progresso» con tanto di citazione sarcastica dell'inno nazionale italiano.

## Luoghi delle riprese
- Il palazzo dei principi Roviano, dove si svolge quasi tutta la vicenda, è identificabile con palazzo Gambirasi a Roma, in via della Pace di fronte all'omonima chiesa.
- La trattoria dove il principe Annibale - e successivamente il nipote Federico - mangia abitualmente è attualmente (2018) un garage ed è in via della Pace.
- La casa merlata e abbandonata dove vive il fantasma del Caparra è la Torre del Quadraro in piazza dei Consoli a Roma; all'epoca casa privata, oggi è restaurata e ospita un centro per anziani.
- Il convento di suore dove i fantasmi fanno visita è quello del Pio Sodalizio dei Piceni adiacente alla chiesa di San Salvatore in Lauro sempre a Roma.